# چیچو اینگراسیا

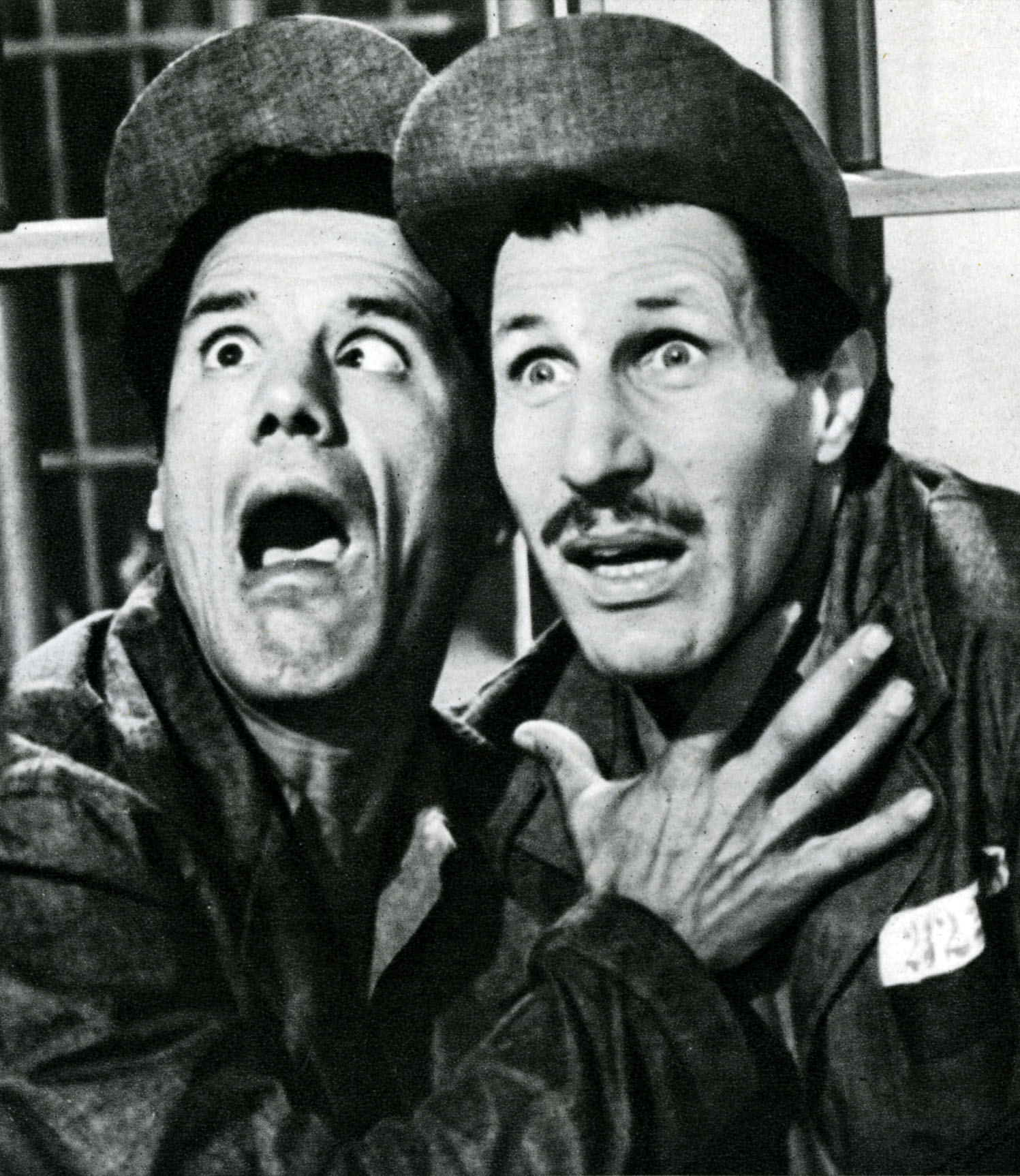
چیچو و فرانکو

چیچو اینگراسیا (ایتالیایی: Ciccio Ingrassia؛ ۵ اکتبر ۱۹۲۲ – ۲۸ آوریل ۲۰۰۳) هنرپیشه، کمدین و کارگردان اهل ایتالیا بود.
از فیلم‌هایی که وی در آن نقش داشته است می‌توان به بگذار خودمان را مسلح کنیم و شما به جبهه بروید!، سربازان و سرجوخه‌ها، خامه، شکلات و… پاپریکا، عشق بدوی، دکتر گلدفوت و دختران آتشپاره، اسبان سپید تابستان، آمارکورد، سفر کاپیتان فراکاسا، سرتاسر طنز، چیچو و فرانکو در سال اختلاف نظر، فارفالون و عشاق لاتین اشاره کرد. اینگراسیا در سال ۱۹۷۶ برندهٔ جایزهٔ روبان نقره‌ای بهترین بازیگر نقش مکمل مرد شده است.
بخش عمده فعالیت سینمایی او با همکاری چیچو اینگراسیا در مجموعه چیچو و فرانکو بوده است.